# Gjálp e Greip
Gjálp e Greip segundo a Mitologia nórdica, são duas gigantes, filhas de Geirröd.
Foram mortas juntamente com o pai Geirröd por Thor.

## Outras menções
No Canto de Hyndla  Gjálp e Greip são mencionadas como duas das nove mães de Heimdall.